# قانون أوبيا

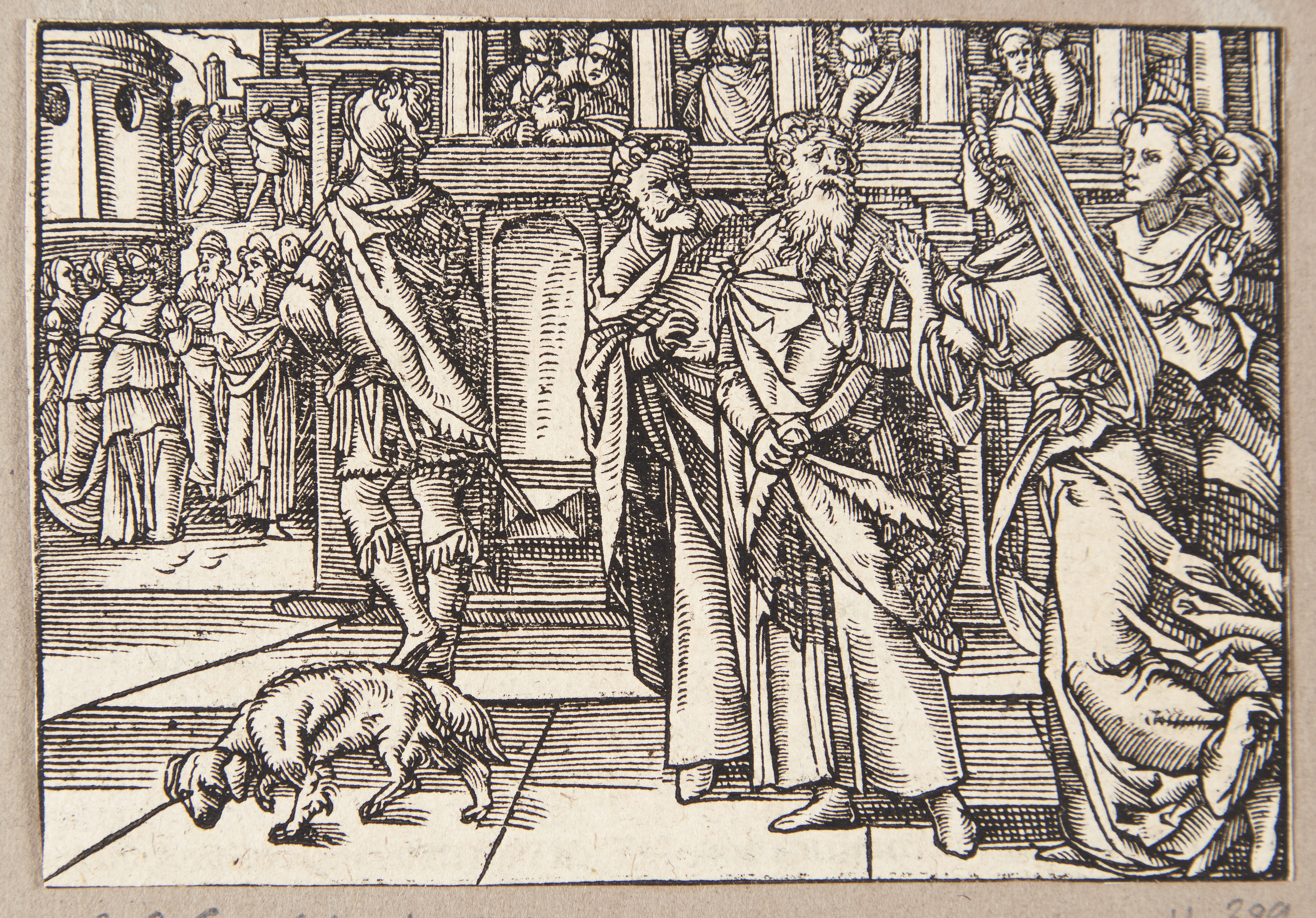
تيتوس ليفيوس ولوكيوس فلوروس، عن وصول وأصل الإمبراطورية الرومانية، ستراسبورغ 1574.

قانون أوبيا (lex Oppia) هو قانون تم تمريره في روما القديمة عام 215 قبل الميلاد من قِبل غايوس أوبيوس، في ذروة الحرب البونيقية الثانية بموجبه يحظر على النساء ارتداء الكثير من المجوهرات والملابس الملونة (تحديدا أكثر من نصف أونصة من الذهب والملابس المشذبة باللون الأرجواني) وكذا قيادة العربات الرومانية إلا في المراسم والمهرجانات الدينية العامة كل ذلك بهدف الحد من الفخامة وتخصيص جل الثروة للحرب فقط بدلاً من الزينة. لكن في سنة 195 قبل الميلاد، تظاهرت النساء الرومانيات علنا للمطالبة بإلغاءه بعد سبع سنوات من نهاية الحرب ضد قرطاج، حيث لم تعد القيود ضرورية.
وهو ما عارضه القنصل كاتو الأكبر الذي اعتبر السماح للنساء بإلغاء هذا القانون، سيجعلهم يتمتعن بثقل سياسي ويحفزهم على المشاركة في الحياة السياسية والسيطرة على الرجال.
ومع ذلك تم إلغاء القانون.

## لمحة تاريخية
بدأ قانون أوبيا في المقام الأول كتدبير اقتصادي استجابة للقضايا المالية الخطيرة خلال الحرب البونيقية الثانية. لتتحول القيود المفروضة فيما بعد إلى تشريعات اجتماعية لا اقتصادية خاصة بالفساد بهدف التحكم في الإنفاق والإسراف.
بعد إنشاء قانون أوبيا الذي تضمن قانون فانيا عام 161 قبل الميلاد والذي يحدد نفقات العشاء وعدد الضيوف ونوع الطعام الذي يمكن تقديمه في حين كان قانون ديديا عام 143 قبل الميلاد تطبيقًا لقانون فانيا على شبه الجزيرة الإيطالية بأكملها التي فرضت عقوبات على مزودي الخدمات، وضيوف العشاء الغير قانونيين.
إبان تلك الحقبة كان القلق من الفخامة والإسراف متباينا. على اعتبار أن التساهل في الرفاهية من شأنه أن يقوض الفضيلة العسكرية التقليدية والتفاني في الرفاهية يحافز على الجشع، وبالتالي يساهم بشكل رئيسي في زيادة الفساد. كما كان هناك اتجاه واسع النطاق يربط بين النفقات الفخمة والممتعة بالاستعمال غير الاقتصادي للثروات الشخصية أو العائلية.

## الإلغاء
في أعقاب الحرب البونيقية الثانية وانتصار روما على قرطاج، بدأت الثروة تتدفق من المناطق المحتلة إلى أيدي الطبقة الحاكمة الرومانية، لتحول حياتهم من البساطة الزراعية التقليدية إلى عرض متفاخر وبذخ غير محدود. جعل الانتصار الرومان أثرياء، أكثر راحة وعلى دراية بأنماط الحياة المختلفة، كما أعطاهم إمكانية الوصول إلى منتجات أكثر تنوعا وأكثر غرابة وفخامة.
خلال تلك الفترة، تغيرت الأعراف بشكل لا مفر منه إلى حد كبير في سلوك الأفراد في الطبقات العليا من المجتمع الروماني. ومع القضاء على المشاكل المالية، لم يعد هناك سبب لتقييد نفقات النساء.
مع وجود روما الغنية بالثروات القرطاجية، أصبحت محاولات التحقق من الإنفاق الذاتي المتساهل عنه في ظل تشريعات تحديد الإنفاق فاشلة. ونتيجة لذلك، اقترح اثنان ماركوس فوندانيوس ولوسيوس فاليريوس، إلغاء قانون أوبيا.
جادل القنصل كاتو الأكبر ضد إلغاء القانون لأنه أزال عيب الفقر وجعل جميع النساء يرتدين ملابس متساوية، كما أصر أن مشاركة النساء في مسابقات الملابس في حضور نساء أخريات تشعر بعضهن بالعار، أو على العكس سيسعدن بالنصر الأساسي نتيجة لتمديد أنفسهن بما يتجاوز إمكانياتهن. كما أعلن أن رغبة المرأة في إنفاق المال هو مرض لا يمكن علاجه أو تقييده وعليه فإن إلغاء «قانون أوبيا» سيجعل المجتمع عاجزًا عن الحد من نفقات النساء. لأن النساء الرومانيات اللواتي أصبن بالفساد أصبحن كأنهن حيوانات برية لا يمكن الوثوق بهن للسيطرة على أنفسهم من اندفاعهن نحو الإسراف. وهو ما اعترض عليه لوسيوس فاليريوس فلاكوس